# خذاق
خَذَّاق أو حبار شائع[بحاجة لمصدر] واحد من أكبر وأشهر أنواع الحبار. وهي من الأنواع المهاجرة التي تقضي الصيف والربيع على الشاطئ للتزاوج ثم تنتقل إلى أعماق من 100 إلى 200 متر خلال الخريف والشتاء. يطول نحو 49 سم في طول الوشاح ويزن 4 كغ. الحيوانات من البحار شبه الاستوائية أصغر حجمًا ونادراً ما تتجاوز 30 سم في مل.
يعود أصل الحبار الشائع إلى البحر الأبيض المتوسط وبحر الشمال وبحر البلطيق، إلا أنه اقتُرِح نويع له في أقصى الجنوب مثل جنوب إفريقية. يعيش الخذَّاق قرب قيعان البحر الرملية والطينية ويمكنه تحمل ظروف المياه معتدلة الملوحة.

## التسمية
سمي خذاقًا لأنه إذا دُوهِمَ خذق في الماء مادة سوداء سريعة الانتشار تحجبه عن النظر وتمكنه من الهروب.

## الحيوانات المفترسة

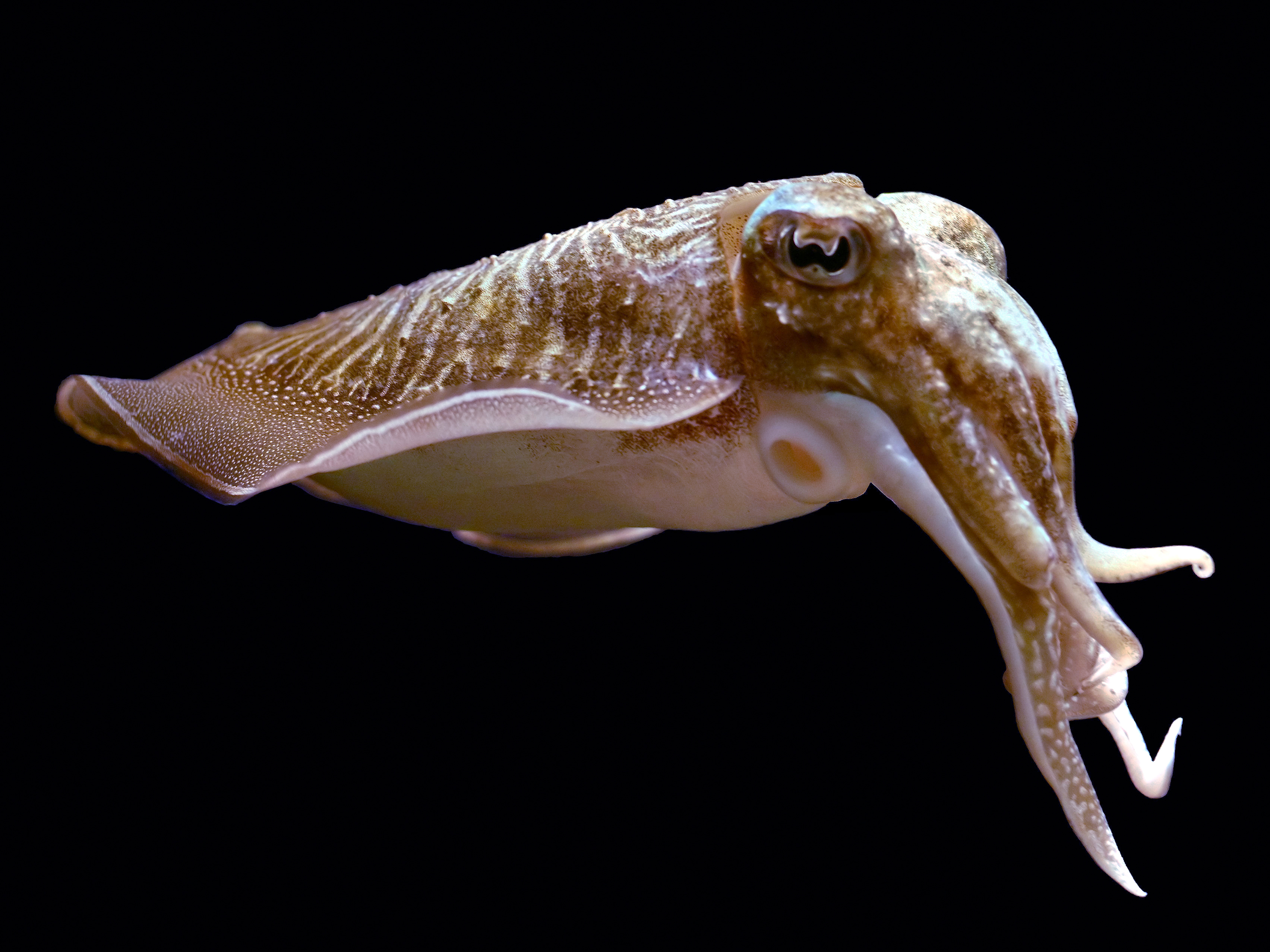
الحذَّاق أحد أكبر وأشهر أنواع الحبار.

يبلغ عمر الحذَّاق سنة إلى سنتين (في الأسر والبرية) وتفترسه العديد من الحيوانات منها أسماك القرش والدلافين والفقمات والأسماك ورأسيات الأرجل التي تشمل الحبار الأخرى. للخذَّاق العديد من الآليات الدفاعية من الحيوانات المفترسة، وذلك يتضمن السيفون الذي يمكنهم استخدامه لإخراج الماء من أجل دفعهم بعيدًا عن الخطر، والحبر الذي يمكن أن يصرف انتباه الحيوانات المفترسة ويشوشها أثناء هروب الحبار، ولهم قدرة على التمويه التي يمكن أن تساعد عليهم تجنب الحيوانات المفترسة تجنبًا كاملًا.
كشفت دراسة أجريت عام 2008 على الخذَّاق أن أجنته، إذا تعرضت بصريًا لأنواع معينة من الفرائس (مثل السرطانات )، فسوف تصطاد هذه الفريسة خاصة في وقت لاحق من الحياة. تفضل الخذَّاق عادة الجمبري على سرطان البحر، ولكن عندما تتعرض الأجنة لسرطان البحر ومن ثم تفقس الأجنة، فسوق يغير تفضيلاته ويشرع باصطياد السرطانات أكثر من الروبيان.

## الغذاء

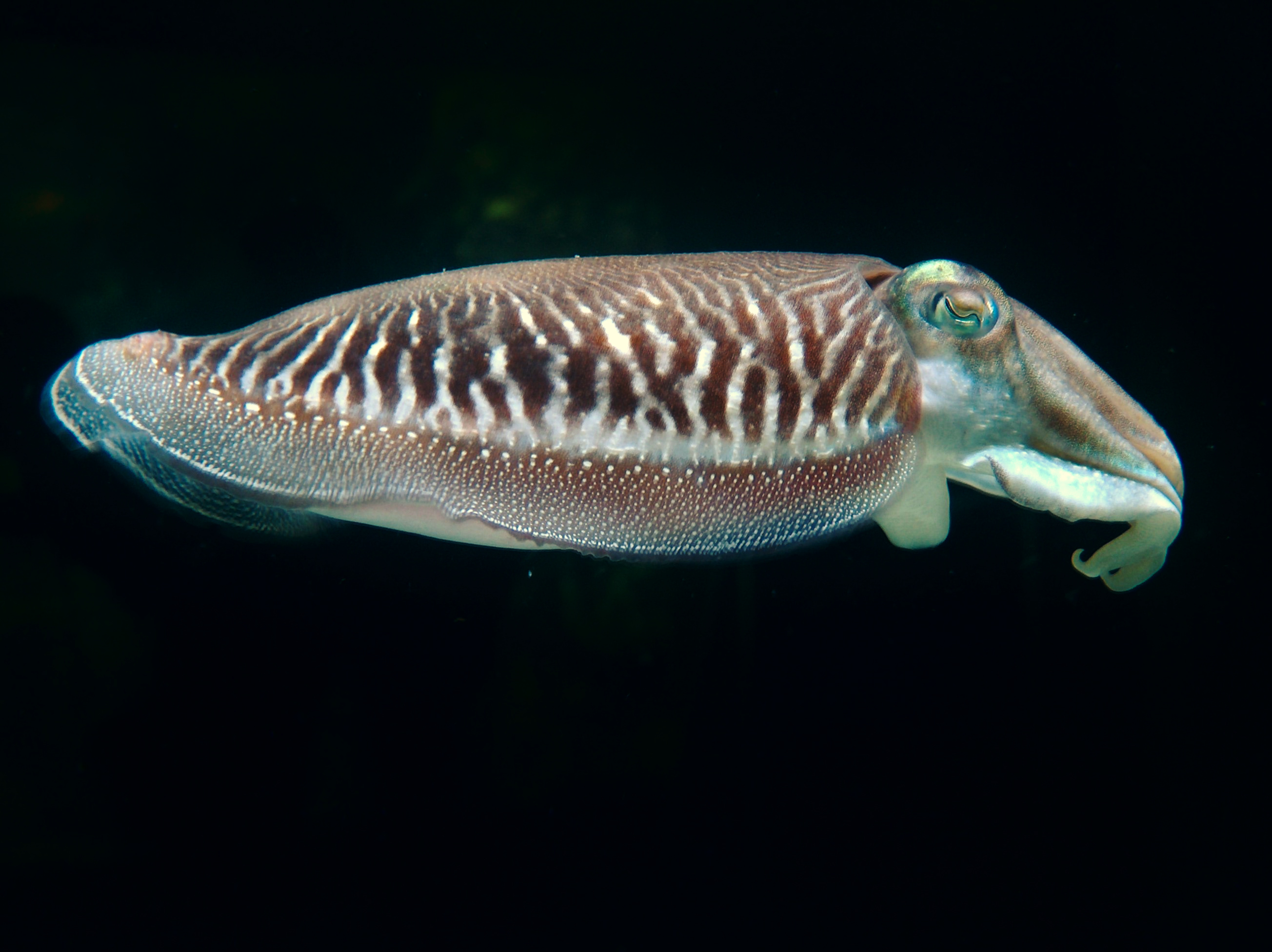
الخذَّاق

يكون الخذَّاق خلال النهار مدفونًا تحت الطبقة السفلية وغير نشط. أما في الليل فيبحث بنشاط عن فريسة ويمكن له نصب كمين لهم من تحت طبقة الرمال. الخذَّاق هو آكل اللحوم ويأكل مجموعة متنوعة من الكائنات الحية بما في ذلك القشريات (سرطان البحر والروبيان) والأسماك الصغيرة والرخويات (المحار والقواقع) وأحيانًا أنواع حبار أُخَر التي يصطادها عندما لا يتاح له العثور على الفرائس الأخرى.

## تشريح

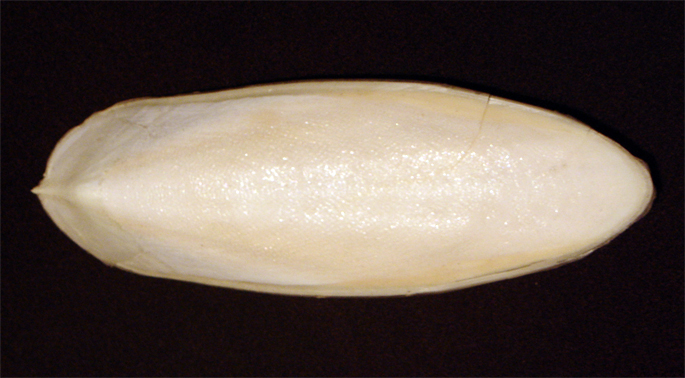
عظم الخذَّاق

الخذَّاق هو واحد من أكبر أنواع الحبار، حيث يصل غلافه (لا يشمل الرأس والذراعين) إلى ما يزيد عن 45 سم. يحتوي الوشاح على المسالك التناسلية والجهاز الهضمي للحبار، وهو مغلف لقشرة داخلية تسمى عظم الحبار. لدى الخذَّاق عينان متطورتان أشد التطور، وثمانية أذرع موجودة حول الفم وتستخدم لحمل الفريسة وتحريكها، ومخالب تستخدم لالتقاط الفريسة بسرعة، ومبردًا يستخدم لتمزيق أي فريسة استولى عليها. يشتهر الخذَّاق بقدرته على التمويه التي لا مثيل لها والتي يمكن أن تكون ممكنة بسبب نثر الضوء الأبيض، وأعضاء المُلوِّنَة، والحواف القزحية العاكسة الموجودة في جلدهم. لا تمنحهم هذه الخصائص المتخصصة القدرة على تغيير لونهم فقط، بل على تغيير مظهر نسيج بشرتهم أيضًا وذلك مع أنهم مصابون بعمى الألوان. تُصنَّف قدراتهم في التمويه في أربعة أنواع رئيسية بما في ذلك الترقيش والترقيط ومماثلة اللون المحيط والتخريب. إن قدرات التمويه المعقدة هذه ليست موجودة فقط في الخذَّاق البالغ، ولكن لدى صغاره والتي تسمح لهم بالتمويه منذ صغرهم.

## التكاثر

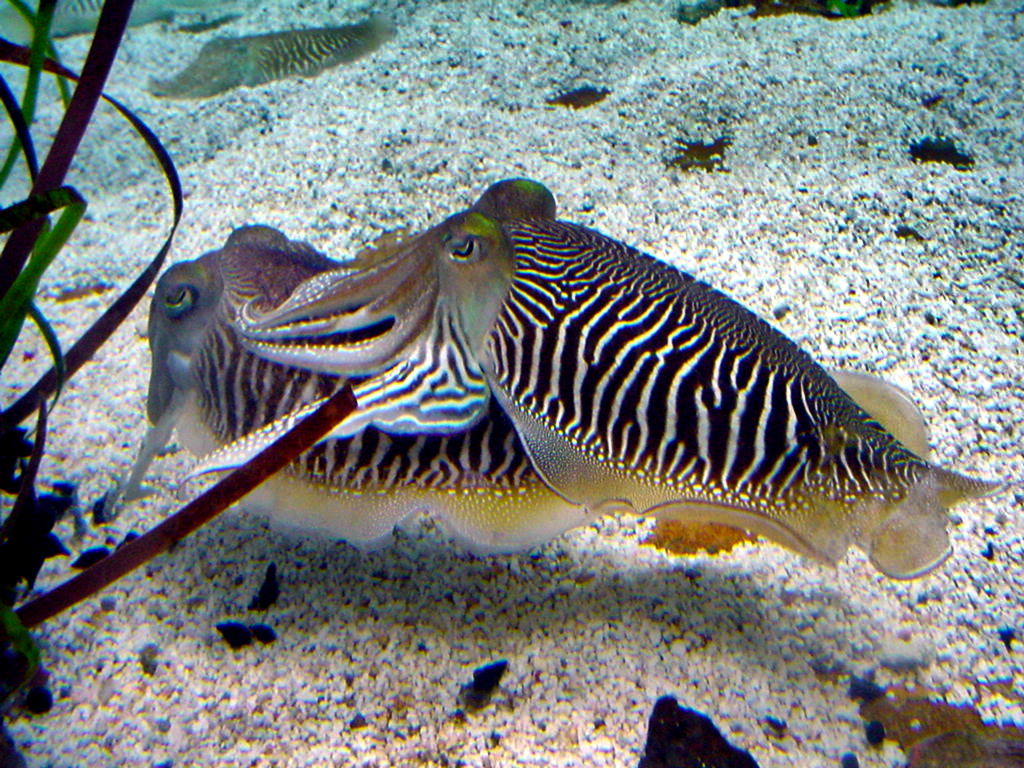
يظهر ذكر الخذَّاق بنمط مخطط زردي خلال موسم التكاثر

يصل الخذَّاق إلى مرحلة النضج الجنسي بين 14 و 18 شهرًا من العمر. يعرض ذكور الخذَّاق خلال موسم التكاثر الذي يحدث خلال الربيع والصيف في المياه الضحلة نمطًا زرديًا على عباءته لجذب الإناث التي تظهر لونًا رماديًا موحدًا للإشارة إلى استعدادها للتزاوج. يخصب الخذَّاق داخليًا بيضه المخصب يراوح من 100 إلى 1000. ستبقى البويضات بعد الإخصاب في قناة البيض للأنثى لمدة تراوح من 30 إلى 90 يومًا قبل وضعها. يلتصق البيض بالأعشاب البحرية أو الأصداف أو غيرها من الركائز لمنعها من الانجراف بعيدًا وتكوين رواسب حبر عليها للمساعدة في التمويه.

## الاستخدامات

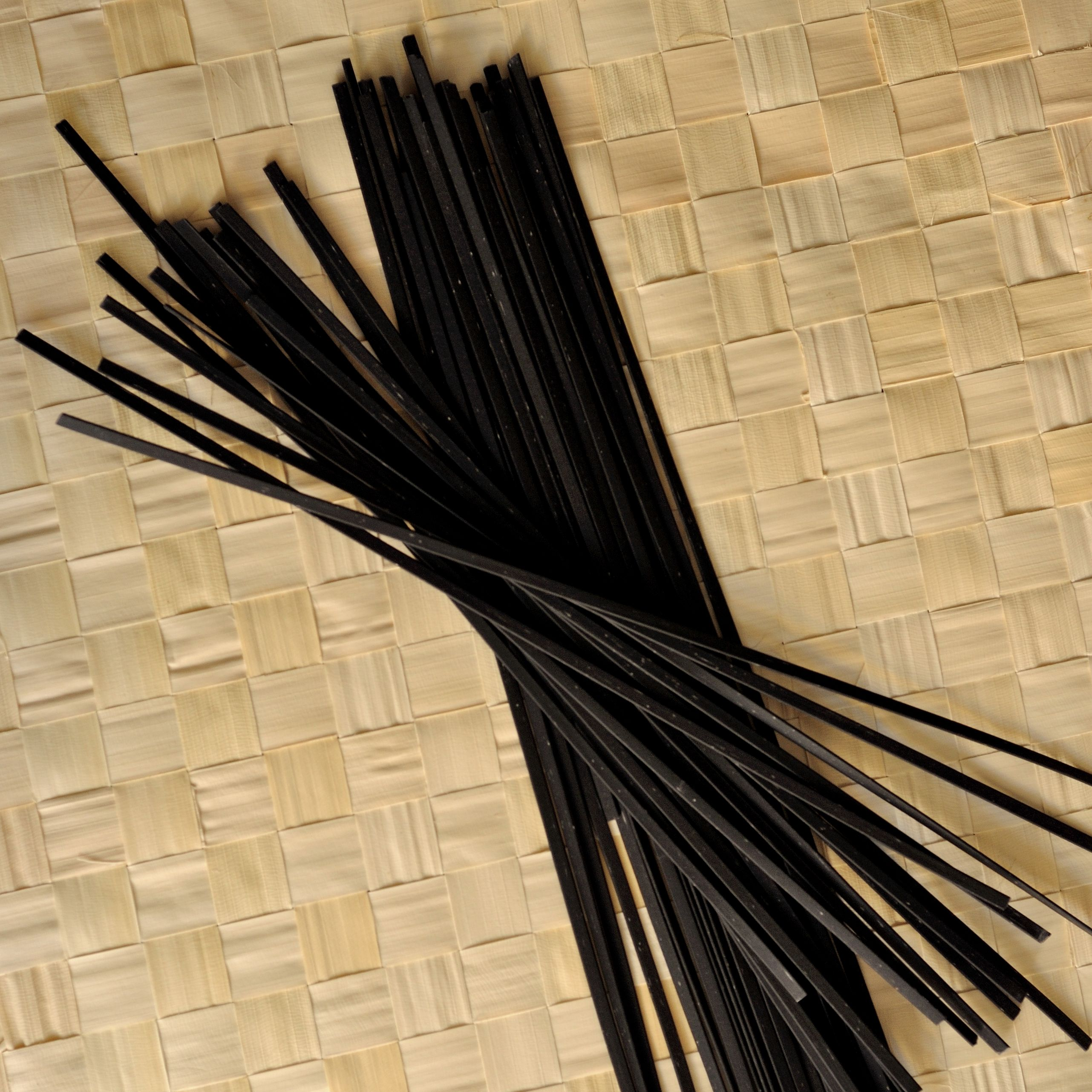
معكرونة مصبوغة بحبر الحذَّاق

الخذَّاق نوعٌ يُصطاد في البحر الأبيض المتوسط كاليونان وإسبانيا. ومع أنه يصاد صيدًا كثيفًا ومع أن تعدداه البري في بعض المناطق على وشك استغلاله استغلالًا مفرطاً، إلا أن أعداده لا تتناقص، لذا فإنه من الأنواع الأقل إثارة للقلق في قائمة الأنواع المهددة.  للخذَّاق استخدامات عديدة تجعله صيدًا شائعًا. تُباع عظام الخذَّاق لمربي الطيور الأليفة لأنها توفر مصدرًا جيدًا للكالسيوم، وتساعد في الحفاظ على منقار الطائر وتحسين قوة الفك وإتاحة الترفيه للطيور. تزداد شعبية أكل الخذَّاق لأن طعمه يشبه طعم الأخطبوط والحبار وهو مصدر جيد للبروتينات والدهون الصحية. يُعتقد أن لحبر رأسيات الأرجل العديد من التأثيرات الصحية المفيدة بما في ذلك النشاط المضاد للالتهابات ومضاد الأكسدة ومضادات الميكروبات وخصائصها المضادة للسرطان المحتملة، والنشاط المضاد لارتفاع ضغط الدم ومضاد الفيروسات القهقرية. تشمل الاستخدامات الأخرى لحبر رأسيات الأرجل استخدامات الكتابة والرسم والطلاء جنبًا إلى جنب مع الاستخدامات التجميلية. يستخدم حبر الخذَّاق على غرار لحمه استخدامًا شائعًا في صناعة المواد الغذائية لطعمته ولصبغه للطعام.

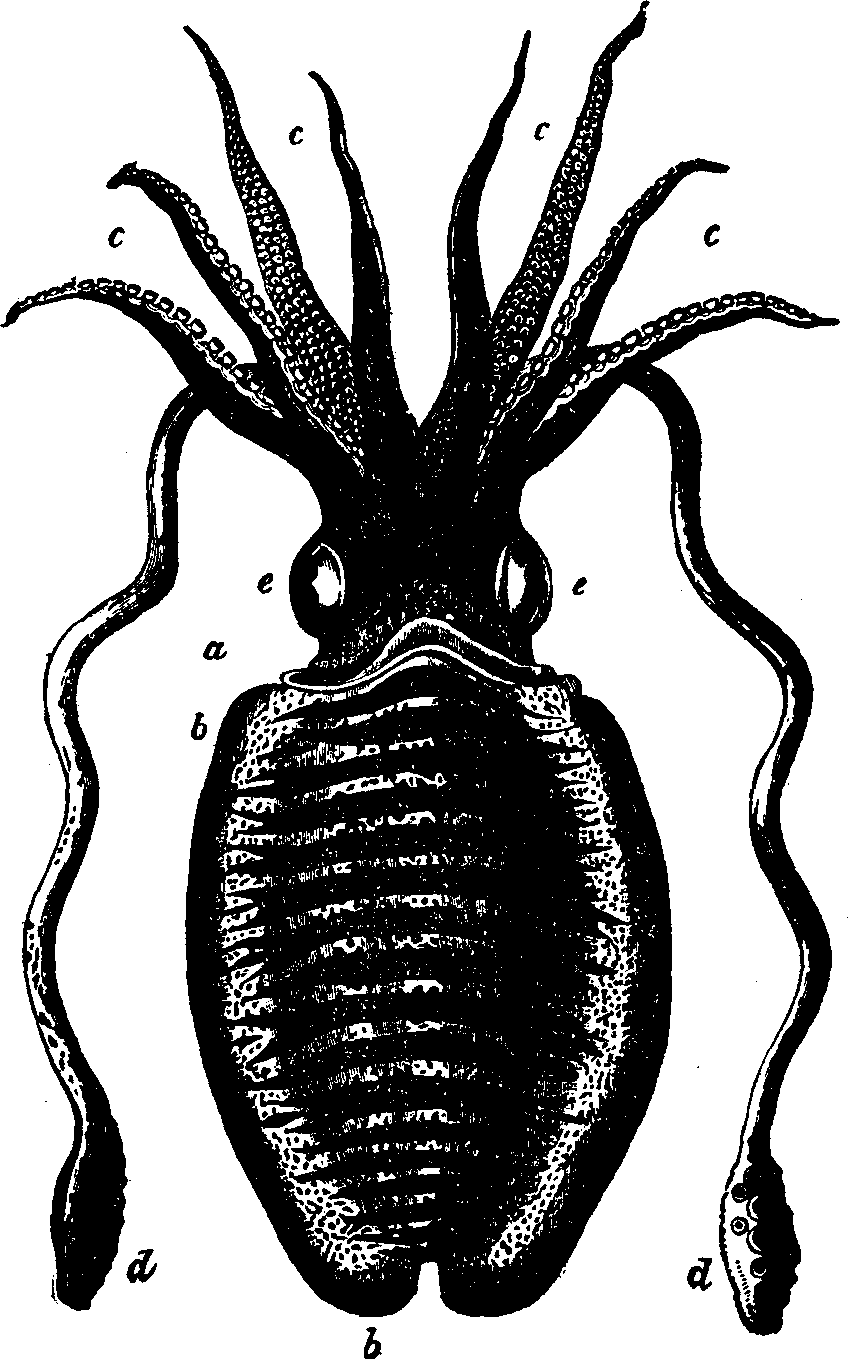
أ، العنق ب، الزعنفة الجانبية للوشاح؛ ج، ثمانية أذرع أقصر ؛ د، اثنين من اللامسات الأخَّاذة ؛ ه، العيون

## أنظر أيضا
- لسان البحر